# Stizochymus salinator
Stizochymus salinator là một loài ruồi trong họ Asilidae. Stizochymus salinator được Walker miêu tả năm 1849. Loài này phân bố ở miền Australasia.